# Grotte de Badanj
La grotte de Badanj se trouve en Bosnie-Herzégovine, près du village de Borojevići (municipalité de Stolac), dans la fédération de Bosnie-et-Herzégovine. 
Les archéologues y ont découvert des peintures rupestres et des roches gravées remontant au Paléolithique.

## Localisation
La grotte de Badanj se trouve sur le territoire du village de Borojevići (municipalité de Stolac), dans la fédération de Bosnie-et-Herzégovine, l'une des trois entités de la Bosnie-Herzégovine.

## Description
Dans la grotte de Badanj, les archéologues ont découvert des peintures rupestres et des roches gravées remontant au Paléolithique. 

## Notoriété
La grotte de Badanj est inscrite sur la liste des monuments nationaux de Bosnie-Herzégovine.
Elle fait partie de l'ensemble naturel et architectural de Stolac, proposé par le pays pour une inscription au patrimoine mondial de l'UNESCO.